# Castrejón de la Peña
Castrejón de la Peña es una localidad, una pedanía y también un municipio español de la comarca de la Montaña Palentina, en la provincia de Palencia, comunidad autónoma de Castilla y León.

## División administrativa
Su término municipal comprende también los núcleos de población de:
- Boedo de Castrejón
- Cantoral de la Peña
- Cubillo de Castrejón
- Loma de Castrejón
- Pisón de Castrejón
- Recueva de la Peña
- Roscales de la Peña
- Traspeña de la Peña
- Villanueva de la Peña

## Historia

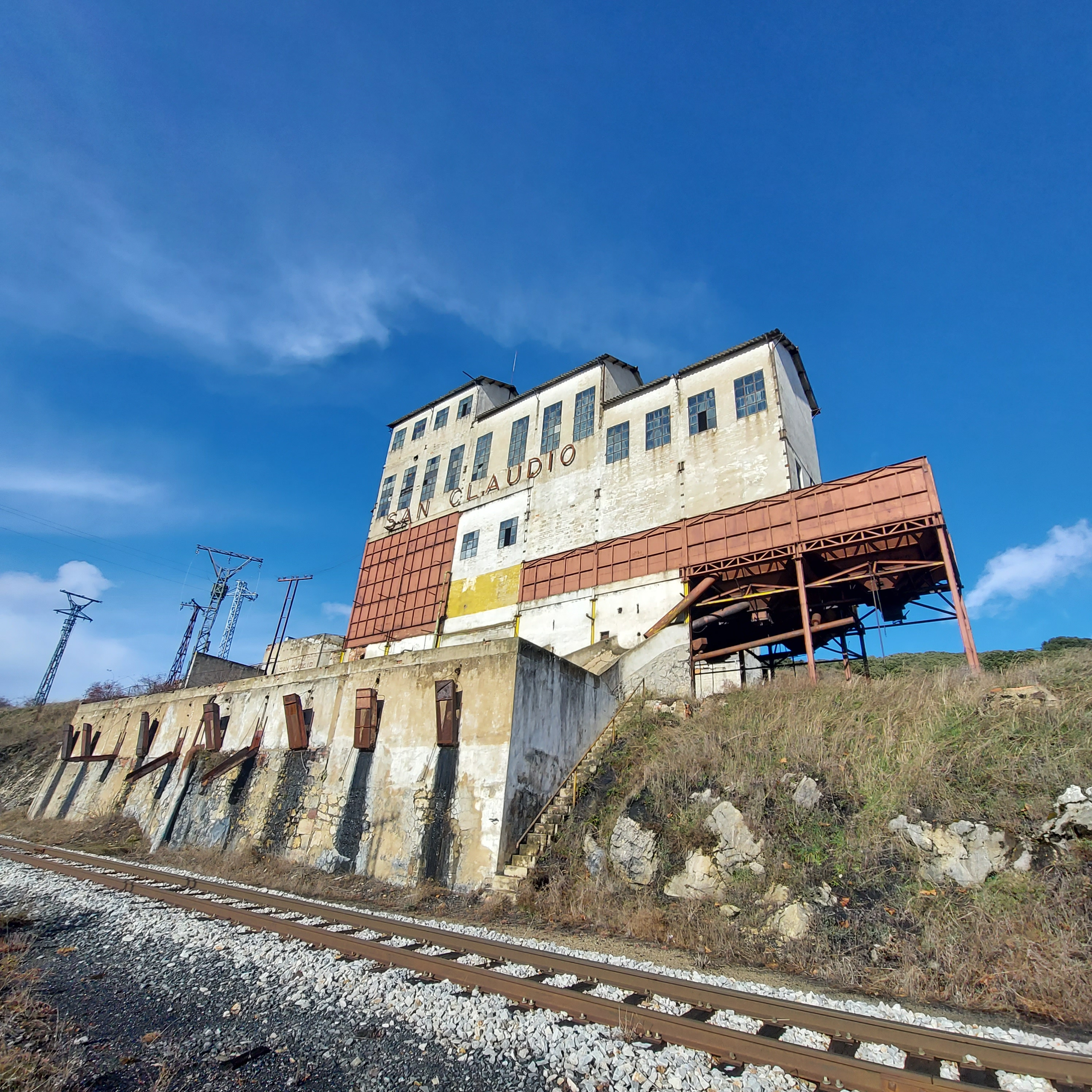
Lavadero de carbón, Antracitas San Claudio, Castrejón de la Peña

Hasta la reforma de la nomenclatura municipal de 1916 el municipio se llamaba simplemente Castrejón. En dicha fecha su nombre fue modificado por el de Castrejón de la Peña.
Situada en la cuenca minera de la Montaña Palentina, en la zona se explotó principalmente la extracción de hulla y antracita, concretamente en la cuenca de antracita que se extiende desde León hasta Cervera de Pisuerga. Esto supuso un importante desarrollo económico y demográfico para la zona desde el siglo XIX que se vio impulsado sobre todo por el ferrocarril de La Robla inaugurado a principios del siglo XX. 
Iniciada en 1900, la actividad minera de Castrejón vivió su esplendor en torno a 1950. En los años 1930, las minas pasaron a formar parte de Hulleras de San Cebrián y en 1947 a Antracitas San Claudio, nombre que todavía vemos en las ruinas del lavadero de carbón situado junto a las vías del tren.
Contó con dos pozos de extracción: Pedrito (1950) y Pedrito II (1956). Una inundación mortal en la mina, determinó su cierre en 1996, si bien continuaron en uso las minas a cielo abierto, ya en manos de Unión Minera del Norte S.A. (UMINSA).
Hoy aún se puede ver el lavadero de carbón que se encuentra junto a la estación de la línea férrea de La Robla en Castrejón y que forma parte del patrimonio industrial palentino.
Se han contemplado distintos futuros posibles para esta cuenca minera, concretamente su reapertura y su restauración y reconversión en complejo turístico, sin éxito aún.

## Patrimonio

### Arquitectónico

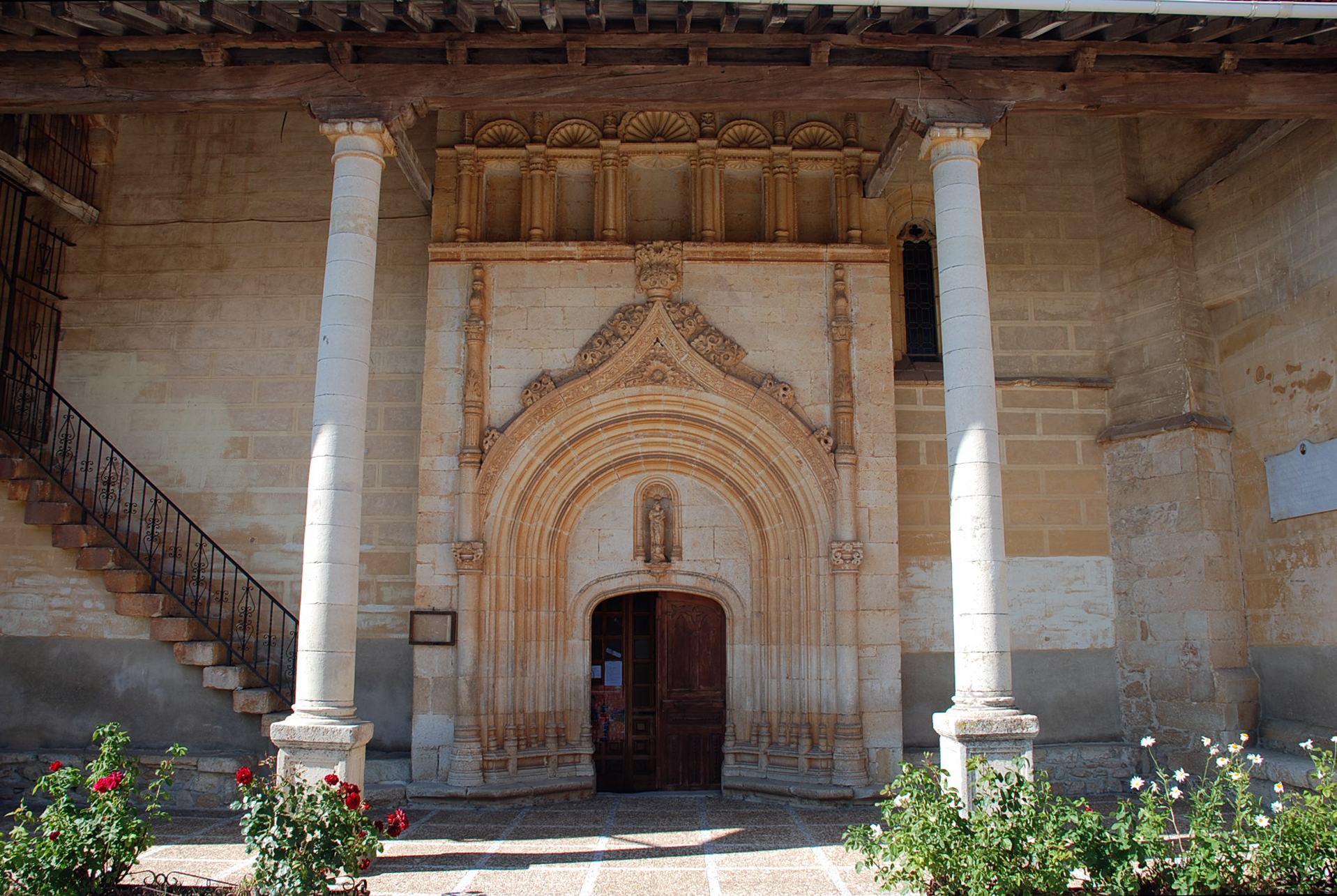
Iglesia de Santa Águeda

La zona es también conocida por la influencia del románico. En Castrejón encontramos la iglesia parroquial de Santa Águeda, de transición entre gótico y renacimiento, como demuestran la virgen de su portada y su arco conopial. 
La iglesia de Traspeña dedicada a la Transfiguración de la Virgen, con los doce apóstoles en el friso de su portada y un Pantocrátor.

### Natural
La zona destaca por ser el primer escalón de la montaña palentina. No sólo encontramos en ella la sierra de la Peña o del Brezo, con Peña Redonda como elevación destacada, sino también la tejeda de Tosande en sus inmediaciones, que ya pertenece al parque natural de Fuentes Carrionas y Fuente Cobre.

### Educación ambiental
La localidad cuenta con un Museo Apícola que busca dar a conocer de manera didáctica el mundo de las abejas.

## Geografía humana

### Demografía
Cuenta con una población de 320 habitantes (INE 2024).
| Gráfica de evolución demográfica de Castrejón de la Peña entre 1842 y 2021 |
| |
| Población de derecho según los censos de población del INE Población de hecho según los censos de población del INEEn estos censos se denominaba Castrejón: 1842, 1857, 1860, 1877, 1887, 1897 y 1900 Entre el censo de 1857 y el anterior, crece el término del municipio porque incorpora a 345014 (Boedo de Castrejón), 345021 (Cantoral de la Peña), 345035 (Cubillo de Castrejón), 345053 (Loma de Castrejón), 345071 (Pisón de Castrejón), 345090 (Recueva de la Peña), 345098 (Roscales de la Peña), 345123 (Traspeña de la Peña) y 345155 (Villanueva de la Peña). |

## Hijos Ilustres
- Faustino Narganes Quijano (n 17-2-1948, -). Historiador, escritor y heraldista nacido en Traspeña de la Peña. Académico de la ilustre Institución Tello Téllez de Meneses desde 11 de abril de 1997.

## Fiestas
- 5 de febrero: fiestas de Santa Águeda.
- 15 de mayo: San Isidro Labrador.
- 1.er domingo de agosto: romería a Peña Redonda (Villanueva de la Peña).
- 4 de diciembre: Santa Bárbara